# Bitton A.F.C.
Câu lạc bộ bóng đá Bitton là một câu lạc bộ bóng đá có trụ sở ở ngoại ô Bitton ở South Gloucestershire, Anh. Trực thuộc Gloucestershire County Football Association, đội hiện là thành viên của Western League Division One và thi đấu trên sân Recreation Ground trên đường Bath Road.

## Lịch sử
Câu lạc bộ được thành lập vào năm 1892. Họ là thành viên của Bristol & Suburban League, trước khi gia nhập Bristol & District League vào cuối những năm 1920. Câu lạc bộ đã bị xuống hạng ở Division Four vào đầu những năm 1950, nhưng kết thúc ở vị trí thứ tư mùa giải 1954-55 đã giúp họ thăng hạng lên Division Three, và tiếp tục vô địch Division Three vào mùa giải sau đó. Câu lạc bộ chuyển sang Bristol Premier Combination vào cuối những năm 1950, nhưng quay trở lại Bristol & District League vào năm 1960. Sau đó, họ gia nhập Bristol Church of England League, trước khi trở lại Bristol Premier Combination, bây giờ được đổi tên thành Avon Premier Combination, trong những năm 1970. Bitton được thăng hạng lên Premier Division mùa giải 1990-91, và mùa giải 1994-95, đội đã giành được Gloucestershire Senior Amateur Cup và á quân tại Premier Division, giành quyền thăng hạng lên Gloucestershire County League.
Năm 1996-97 Bitton là á quân trong Gloucestershire County League và được thăng hạng lên Division One của Western League. Mùa giải 2003-04 chứng kiến câu lạc bộ kết thúc ở vị trí thứ hai trong Division One, dẫn đến việc thăng hạng lên Premier Division. Đội tiếp tục giành được Les Phillips Cup và Gloucestershire Challenge Trophy mùa giải 2007-08. Câu lạc bộ giữ lại Challenge Trophy cũng như giành chức vô địch Premier Division vào mùa giải tiếp theo; họ không thể thăng hạng lên Southern League do mặt sân không đáp ứng được yêu cầu. Đội tiếp tục về đích với vị trí á quân vào các mùa giải 2010-11 và 2011-12.

## Sân vận động
Câu lạc bộ đã chơi tại Recreation Ground kể từ khi thành lập. Một khán đài có chỗ ngồi và mái che cho 150 người đã được lắp đặt sau khi gia nhập Western League, với hệ thống dàn đèn được dựng lên vào năm 2001. Sân hiện có sức chứa 2.000 người, trong đó 48 chỗ ngồi và 200 chỗ có mái che.

## Bitton Ladies
Bitton Ladies được thành lập vào năm 2007 và tham gia Gloucestershire County Women's League. Đội đã giành chức vô địch giải quốc nội và League Cup mùa giải 2012-13, đồng thời được thăng hạng lên Eastern Division của South West Regional Women's League. Tuy nhiên, đội đã giải thể vào cuối mùa giải năm sau.

## Danh hiệu
- Western League
  - Vô địch Premier Division 2008-09
  - Vô địch Les Phillips Cup 2007-08
- Bristol & District League
  - Vô địch Division Three 1955-56
- Gloucestershire Challenge Trophy
  - Vô địch 2007-08, 2008-09
- Gloucestershire Senior Amateur Cup (South)
  - Vô địch 1994-95

## Kỉ lục
- Thành tích tốt nhất tại Cúp FA: Vòng loại thứ hai, 2005-06, 2008-09[3]
- Thành tích tốt nhất tại FA Vase: Bán kết, 2019-20[3]
- Cầu thủ ghi nhiều bàn thắng nhất: A. Cole[1]